# Masterpiece (série télévisée)
Pour les articles homonymes, voir Masterpiece (homonymie).
Masterpiece (anciennement Masterpiece Theatre) est le nom d'une case horaire du dimanche soir réservée à la diffusion de séries télévisées de prestige d'origine britannique, sélectionnée par WGBH Boston et diffusée depuis le 10 janvier 1971 sur le réseau PBS.
Masterpiece a présenté de nombreuses productions britanniques, principalement issues de la BBC mais elle a également inclus des programmes conçus par ITV network ou Channel 4.
Masterpiece Theatre est l’un des programmes les plus primés des États-Unis. Il a ainsi reçu 33 nominations aux Primetime Emmy Awards, 7 aux International Emmy Awards, 15 aux Peabody Awards et 2 aux Oscars du cinéma.

## Le meilleur deMasterpiece Theatre
En mars 2007, à l’occasion du 35e anniversaire de Masterpiece Theatre, un vote est organisé auprès des téléspectateurs américains pour élire les douze meilleurs programmes de la série. En voici le classement :
- Maîtres et Valets
- La Dynastie des Forsyte
- Moi Claude empereur
- Bleak House
- Suspect numéro 1
- Le Joyau de la couronne
- Poldark
- House of Cards
- Reckless
- Moll Flanders
- Wives and Daughters
- Jeeves and Wooster

## Catégories de programmes
- Masterpiece Theatre
- Masterpiece Classic
- Masterpiece Mystery
- Masterpiece Contemporary